# Estação São Roque
A Estação de São Roque é a antiga estação ferroviária do município de São Roque, localizado no interior do estado de São Paulo.
Faz parte da Linha Tronco da Estrada de Ferro Sorocabana.

## História
A estação original foi inaugurada em 1875, sendo uma das estações originais da Sorocabana. Embora tenha sido substituída por outra edificação em 1928, continua de pé, mas sem trilhos. Esta nova edificação foi erigida a cerca de 600 m da antiga, devido a uma retificação inaugurada neste ano, que movera os trilhos para longe desta.
Operou plenamente até 1976, quando deixou de prestar serviços aos finais de semana, sendo gradativamente abandonada até que, em 1998, operava somente como plataforma de embarque, como uma parada. Recebeu seu último trem de passageiros, já com a CPTM, em 1999, na forma do trem de subúrbios que ligava Itapevi a Mairinque.
Foi restaurada pela prefeitura no início da década de 2010, com a expectativa da criação de um roteiro do Expresso Turístico que a atendesse, roteiro que jamais foi criado. Funcionou, então, como delegacia de polícia.
A estação original, ainda existente, funcionava como escola em 2015.

## Projetos futuros
A estação, junto das estações de Sorocaba, Brigadeiro Tobias, Amador Bueno, Carapicuíba e Água Branca, faz parte do projeto "Trem Intercidades" do governo estadual, sendo uma parada planejada do serviço parador do Eixo Oeste. O trecho deve ser reeletrificado e sua duplicação, restaurada, a fim de receber novamente composições de passageiros.
Planeja-se concretizar esse projeto através de uma concessão ou parceria público-privada, que teve sua audiência pública realizada em 2025.